# Daisy Jones & the Six
Daisy Jones & the Six is een Amerikaanse miniserie gebaseerd op het gebaseerd op het gelijknamige boek door Taylor Jenkins Reid. De serie speelt zich af in de muziekwereld van Los Angeles in de jaren 70, waarin de opkomst en ondergang van een fictionele rock band wordt gevolgd. Door middel van interviews en beelden van concerten en opname sessies wordt er vorm gegeven aan deze documentaire stijl serie. 

## Verhaal
Daisy Jones & the Six volgt een fictionele rock band in de jaren 70 tijdens hun evolutie tot een van de meest bekende bands ter wereld, waarna de onvermijdelijke breuk volgde op het hoogtepunt van hun succes .

## Rolverdeling
Vaste personages
- Riley Keough als Daisy Jones, de zangeres en songwriter
- Sam Claflin als Billy Dunne, de zanger, guitarist, en songwriter
- Camila Morrone als Camila Alvarez, de vrouw van Billy en fotograaf van de band
- Suki Waterhouse als Karen Sirko, de toetsenist
- Will Harrison als Graham Dunne, de guitarist en Billy’s broer
- Josh Whitehouse als Eddie Roundtree, de bassist
- Sebastian Chacon als Warren Rojas, de drummer
- Nabiyah Be als Simone Jackson, Daisy’s voormalig huisgenoot en toekomstig disco zangeres
- Tom Wright als Teddy Price, de producer
- Timothy Olyphant als Rod Reyes, de tour manager

Terugkerende personages en gastrollen
- Seychelle Gabriel als Julia Dunne, de interviewer en dochter van Billy en Camila
- Naya Kodeh als de jonge Julia Dunne
- Jacqueline Obradors als Lucia, Camila's moeder
- Ross Partridge als Don Midleton, een producer
- Ayesha Harris als Bernie, een DJ en Simone’s geliefde

- Jack Romano als Chuck Loving, de originele bassist voor de gebroeders Dunne
- Nick Pupo als Jonah Berg, een verslaggever van Rolling Stone magazine
- Nicole LaLiberte als Jean, Daisy's moeder
- Chris Diamantopoulos als Lee Parlin
- Olivia Rose Keegan als Caroline
- Gavin Drea als Nicky Fitzpatrick, Daisy's echtgenoot
- Lily Donoghue als Lisa Crowne, een actrice wie later met Warren trouwt

## Afleveringen
| Nr. | Titel                                       | Regisseur       | Schrijver                           | Uitzenddatum VS |  |
| --- | ------------------------------------------- | --------------- | ----------------------------------- | --------------- |  |
| 1   | "Track 1: Come and Get It"                  | James Ponsoldt  | Scott Neustadter & Michael H. Weber | 3 maart 2023    |  |
| 2   | "Track 2: I'll Take You There"              | James Ponsoldt  | Jenny Klein                         | 3 maart 2023    |  |
| 3   | "Track 3: Someone Saved My Life Tonigh"     | James Ponsoldt  | Nora Kirkpatrick & Will Graham      | 3 maart 2023    |  |
| 4   | "Track 4: I Saw the Light"                  | James Ponsoldt  | Stacy Traub                         | 10 maart 2023   |  |
| 5   | "Track 5: Fire"                             | James Ponsoldt  | Scott Neustadter                    | 10 maart 2023   |  |
| 6   | "Track 6: Whatever Gets You Thru the Night" | Nzingha Stewart | Charmaine DeGraté & Will Graham     | 10 maart 2023   |  |
| 7   | "Track 7: She's Gone"                       | Will Graham     | Susan Coyne                         | 17 maart 2023   |  |
| 8   | "Track 8: Looks Like We Made It"            | Nzingha Stewart | Jihan Crowther & Liz Koe            | 17 maart 2023   |  |
| 9   | "Track 9: Feels Like the First Time"        | Nzingha Stewart | Judalina Neira                      | 24 maart 2023   |  |
| 10  | "Track 10: Rock 'n' Roll Suicide"           | Nzingha Stewart | Harris Danow                        | 24 maart 2023   |  |